# حادثة غرق السفينة المسبار
حادثة غرق السفينة المسبار في 19 آب 2017 في الساعة الثامنة والنصف مساءً تعرضت السفينة العراقية (المسبار) للغرق في قناة خور عبد الله اثر تصادمها مع السفينة الأجنبية العملاقة (رويال أرسنال). أسفر الحادث عن غرق الطاقم العراقي، تم انتشال 15 شخصاً، 11 على قيد الحياة، و4 اموات، و16 شخص مفقودين، ويذكر ان مجموع الطاقم حوالي 31 شخصاً.
وفي يوم الخميس الموافق 24 آب 2017 تم انتشال السفينة الغارقة «المسبار» من موقع الحادث باستخدام الرافعة البحرية الضخمة (أبا ذر) التابعة للشركة العامة للموانئ العراقية، وتمكنت فرق الإنقاذ التابعة للبحرية العراقية من انتشال 16 جثة تعود لطاقم السفينة المنكوبة وتم نقل جثث الضحايا إلى قاعدة القوة البحرية في ام قصر، ليتم وضعها بأكفان عسكرية تمهيداً لتشييعهم في موكب جنائزي بالاشتراك مع سرايا البحرية.

## خلفية
«المسبار» هي سفينة غوص صينية الصنع وحديثة نسبيا، إذ تم شراؤها بتمويل من القرض الياباني، وتعود ملكيتها للشركة العامة للموانئ التي يقع مقرها في محافظة البصرة.